# Lluís Viola i Vergés
Lluís Viola i Vergés (Barcelona, 1880 – abans del 1962) fou un advocat, llibreter, escriptor, redactor i copropietari del setmanari L'Atlàntida dirigit per Jacint Verdaguer.
Era fill de Manuel Viola i Santamaria (+1908) i de Francisca Vergés. Contragué matrimoni el 4 de gener de 1902 a Argentona amb Josepa Gallemí, cabalera de can Guardià, casant-los el mateix Mossèn Cinto en la seva última sortida abans de caure malalt. Viola fou un dels detinguts en les repressions contra les forces nacionalistes de 1908.

## Obra
- Inglesos : Passatemps en un acte y en prosa, inspirat en un assumpto [sic] estranger Barcelona: Imp. L'Atlàntida, 1898. Estrenat al Teatre Català (Teatre Romea) la vetlla del 20 d'abril de 1897.
- La cegueta : drama, representada el 1903[7]
- La Malura : quadro social en un acte Barcelona: Viola, 1908

### Traduccions
- La mort civil : drama en quatre actes de Paolo Giacometti, Barcelona: Catalonia, 1908 (Una altra edició: Barcelona: S. Bonavia, 1918)
- Toreros de invierno : comedias en tres actos d'Antoni Ferrer i Codina, traduït al castellà per Ricard Estrada i Estrada i Lluís Viola, Barcelona: Casa Ed. Maucci, 192?